# Copa afro-asiàtica de futbol
La Copa afro-asiàtica de futbol fou una competició futbolística que enfrontà els campions de la Lliga de Campions de la CAF i els campions de la Lliga de Campions de l'AFC.
La competició s'inicià el 1986 i deixà de disputar-se per decisió de la CAF el 30 de juliol del 2000, després que representants de l'AFC donessin suport a Alemanya en lloc de Sud-àfrica en la votació per ser seu de la Copa del Món de Futbol de 2006. Tampoc s'havia disputat els anys 1990 i 1991.

## Historial
| Temporada | Campió               | Marcador                  | Finalista            |
| --------- | -------------------- | ------------------------- | -------------------- |
| 1986      | Daewoo Royals        | Final: 2-0                | FAR Rabat            |
| 1987      | Zamalek SC           | Final: 2-0                | Furukawa             |
| 1988      | Al Ahly El Caire     | Anada: 3-1 - Tornada: 1-0 | Yomiuri              |
| 1989      | ES Sétif             | Anada: 2-0 - Tornada: 3-1 | Al Sadd              |
| 1992      | Club Africain        | Anada: 2-1 - Tornada: 2-2 | Al-Hilal Al-Riyad    |
| 1993      | Wydad AC Casablanca  | Anada: 0-0 - Tornada: 2-0 | PAS Tehran           |
| 1994      | Thai Farmers Bank FC | Anada: 1-2 - Tornada: 1-0 | Zamalek SC           |
| 1995      | Espérance            | Anada: 1-1 - Tornada: 3-0 | Thai Farmers Bank FC |
| 1996      | Cheonan Ilhwa Chunma | Anada: 0-0 - Tornada: 5-0 | Orlando Pirates      |
| 1997      | Zamalek SC           | Anada: 1-2 - Tornada: 1-0 | Pohang Steelers      |
| 1998      | Raja Casablanca      | Anada: 2-2 - Tornada: 1-0 | Pohang Steelers      |